# Zamach we Władykaukazie (1999)
Zamach we Władykaukazie – zamach bombowy, który miał miejsce 19 marca 1999 na zatłoczonym bazarze we Władykaukazie, w Osetii Północnej – Alanie. Wskutek potężnej eksplozji zginęły 62 osoby, a wiele zostało rannych.
Zamachowcy zostali osądzeni i skazani 15 grudnia 2003 roku. Zostali także skazani za zamach bombowy na jednostkę wojskową „Sputnik”, który miał miejsce 18 maja 1999 roku (4 zabitych, 17 rannych), zamach na dworzec kolejowy we Władykaukazie 28 czerwca 1999 (18 rannych) oraz porwanie dla okupu 4 rosyjskich oficerów do Czeczenii 30 lipca 1999 roku (oficerowie zostali później uwolnieni). Adam Curor (ur. 1980) otrzymał wyrok dożywocia, Abdulrachim Chutijew i Machmud Tiemirbijew zostali skazani na 23 lata pozbawienia wolności, a Umar Chanijew (ur. 1984) został skazany na 10 lat pozbawienia wolności.